# 聖多明哥 (古巴)

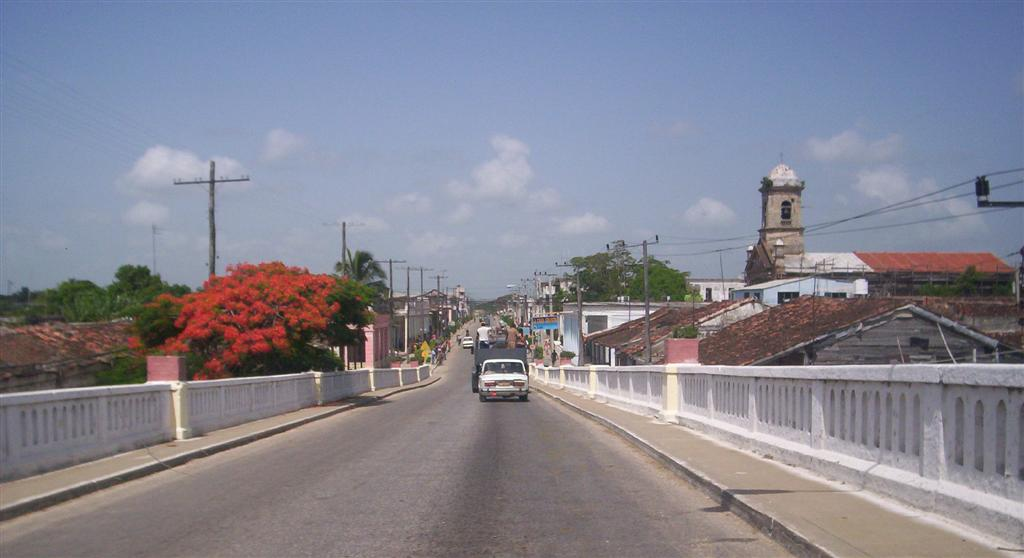

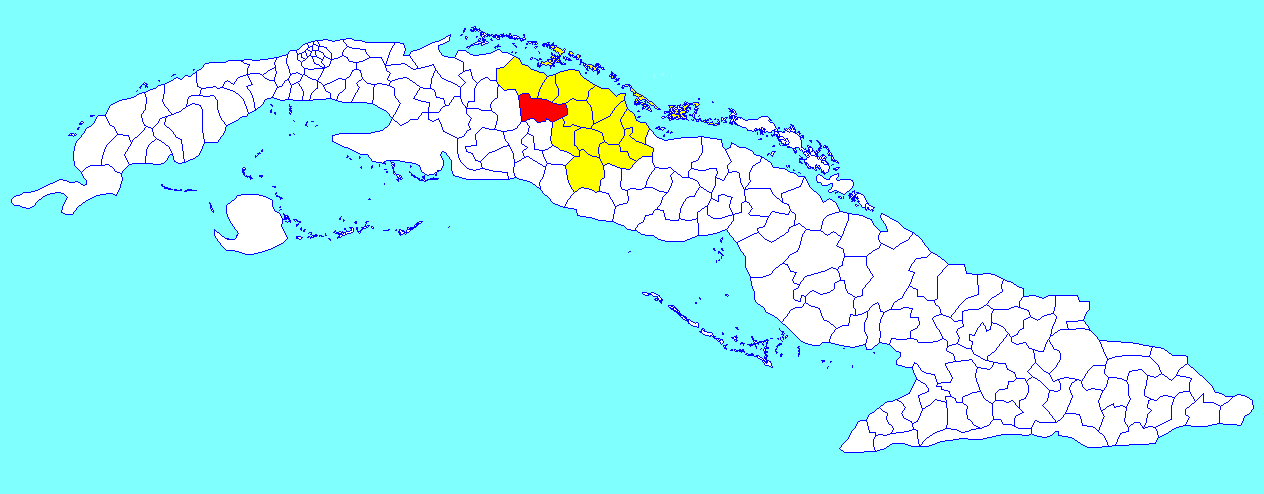

22°35′0″N 80°14′18″W / 22.58333°N 80.23833°W
聖多明哥（西班牙語：Santo Domingo），是古巴的城鎮，位於該國中部，由比亞克拉拉省負責管轄，始建於1819年，面積883平方公里，海拔高度50米，2004年人口53,840，人口密度每平方公里61.0人。